# Masuti, Basavana Bagevadi
Masuti là một làng thuộc tehsil Basavana Bagevadi, huyện Bijapur, bang Karnataka, Ấn Độ.